# Acontie (zoologie)
Pour les articles homonymes, voir Acontie.

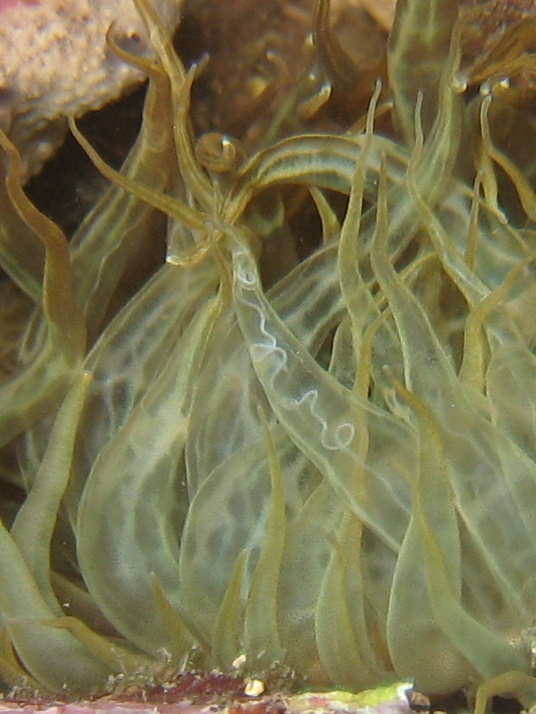
Acontie visible dans un tentacule de Aiptasia mutabilis

Une acontie est un filament urticant produit par les mésentères de certaines anémones de mer.
Quand ces cnidaires sont stressés, ils ont la particularité d'émettre des structures filamenteuses chargées de cellules urticantes appelées nématocystes. Situés dans la cavité gastro-vasculaire de leur pied, ils sortent en cas de menace par des orifices ménagés dans la paroi près du pied, les cinclides. Ces cellules sont également présentes sur les tentacules des méduses et celles du disque oral des anémones, formant plusieurs rangées qui se déploient généralement la nuit pour paralyser leurs proies, petits poissons et autres vers.

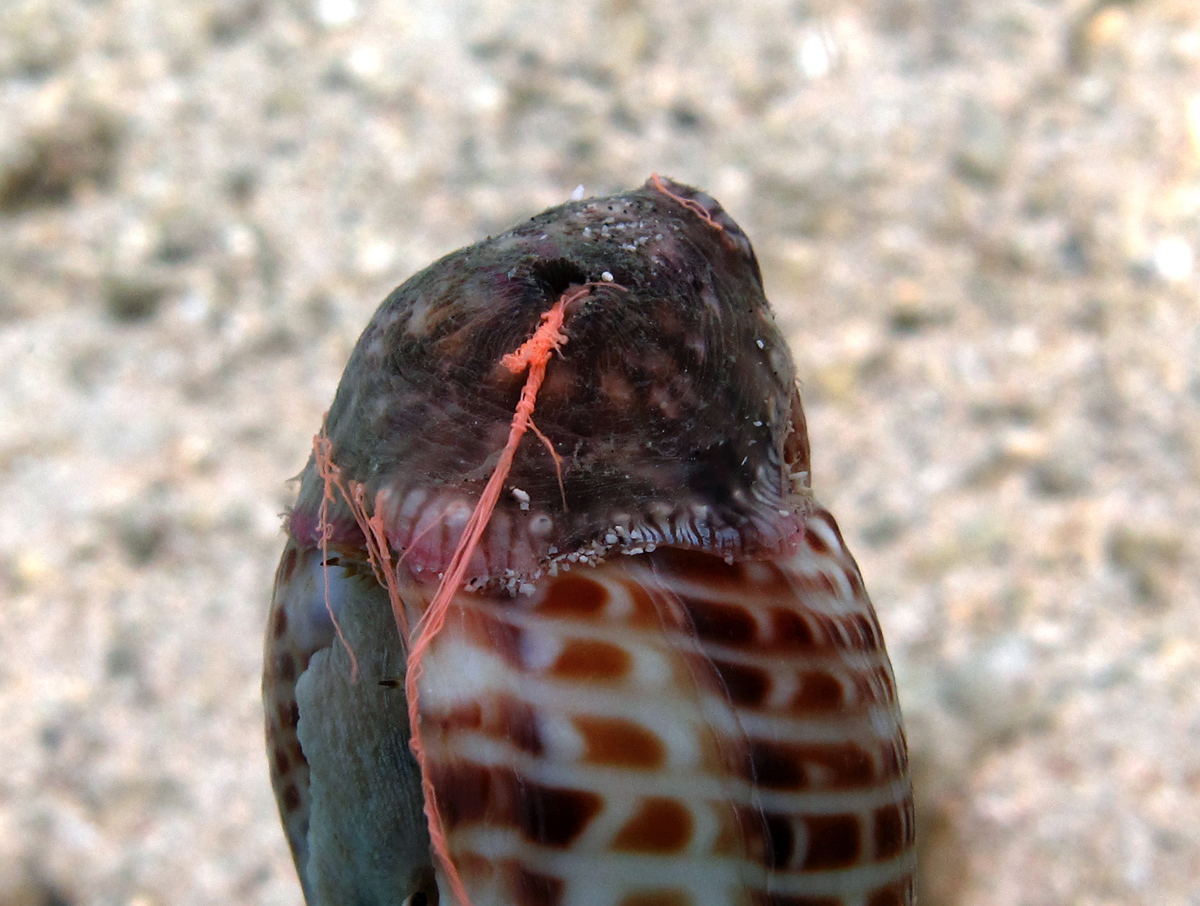
Anémone des Bernard-l'hermite (Calliactis polypus), avec des aconties éjectées après une agression.